# Scuter subacvatic

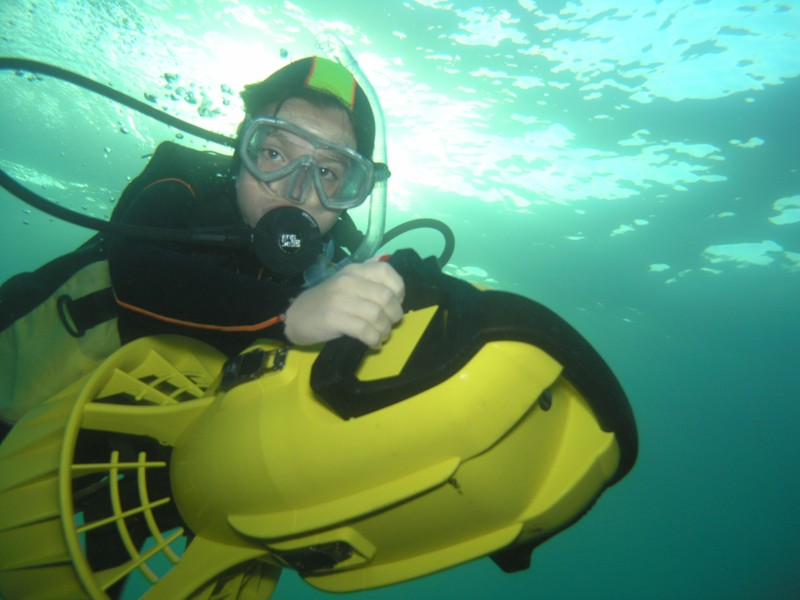
Scuter subacvatic

Scuterul subacvatic este un vehicul subacvatic autopropulsat utilizat la tractarea sub apă a scafandrului autonom. Propulsia scuterului subacvatic constă dintr-o elice întubată, antrenată de un motor electric alimentat de la o baterie de acumulatoare amplasată într-o carcasă etanșă, profilată hidrodinamic. 
Pentru deplasarea sub apă, scafandrul ține scuterul de cele două mânere cu care este prevăzut, fiind tractat de către acesta în direcția dorită cu o viteză de 2 ... 3 Nd (noduri; 1 Nd = 1 Milă/h =1,85325 km/h). Schimbarea direcției de deplasare sub apă se realizează prin simpla modificare a orientării scuterului până la atingerea direcției dorite. 